# تپه مهتاب خزانه
تپه مهتاب خزانه مربوط به دوران پیش از تاریخ ایران باستان تا دوران‌های تاریخی پس از اسلام است و در شهرستان سراوان، روستای کوهک واقع شده و این اثر در تاریخ ۱ اردیبهشت ۱۳۴۵ با شمارهٔ ثبت ۵۴۷ به‌عنوان یکی از آثار ملی ایران به ثبت رسیده است.